# رنه ویلر
رنه ویلر (فرانسوی: René Wheeler‎؛ ۸ فوریه ۱۹۱۲ – ۱۱ دسامبر ۲۰۰۰) کارگردان فیلم، فیلم‌نامه‌نویس، و نویسنده اهل فرانسه بود.
از فیلم‌ها یا مجموعه‌های تلویزیونی که وی در آن‌ها نقش داشته‌است می‌توان به ریفیفی و روز جشن اشاره نمود.